# Discographie de Meshuggah
Voici la discographie de Meshuggah, groupe de metal extrême suédois. Elle est constituée de huit albums studio, de trois compilations et de six extended plays.

## Albums

### Albums studio
| Année                                                                     | Album                                                                                           | Position   | Position   | Position   | Position   | Position   | Position   | Position   | Position   | Position   | Position   | Position   | Position   |
| Année                                                                     | Album                                                                                           | ALL        | AUS        | AUT        | BEL        | CAN        | USA        | FIN        | FRA        | NOR        | SUE        | SUI        | UK         |
| 1991                                                                      | Contradictions Collapse - Sorti: mai 1991 - Label: Nuclear Blast (NB 049) - Format: CD, K7, LP  | —          | —          | —          | —          | —          | —          | —          | —          | —          | —          | —          | —          |
| 1995                                                                      | Destroy Erase Improve - Sorti: 12 mai 1995 - Label: Nuclear Blast (NB 121) - Format: CD, K7, LP | —          | —          | —          | —          | —          | —          | —          | —          | —          | 43         | —          | —          |
| 1998                                                                      | Chaosphere - Sorti: 10 novembre 1998 - Label: Nuclear Blast (NB 366) - Format: CD, K7, LP       | —          | —          | —          | —          | —          | —          | —          | —          | —          | —          | —          | —          |
| 2002                                                                      | Nothing - Sorti: 6 août 2002 - Label: Nuclear Blast (NB 542) - Format: CD (+ DVD), K7, LP       | —          | —          | —          | —          | —          | 165        | —          | —          | —          | 41         | —          | —          |
| 2005                                                                      | Catch Thirtythree - Sorti: 23 mai 2005 - Label: Nuclear Blast (NB 1311) - Format: CD, LP        | —          | —          | —          | —          | —          | 170        | —          | 124        | —          | 12         | —          | —          |
| 2008                                                                      | obZen - Sorti: 7 mars 2008 - Label: Nuclear Blast (NB 1937) - Format: CD, LP                    | —          | —          | —          | —          | —          | 59         | 21         | 123        | —          | 16         | 99         | —          |
| 2012                                                                      | Koloss - Sorti: 23 mars 2012 - Label: Nuclear Blast (NB 2388) - Format: CD (+ DVD), LP          | 48         | 36         | 46         | 89         | 24         | 17         | 7          | 120        | 19         | 12         | 39         | 93         |
| 2016                                                                      | The Violent Sleep of Reason - Sorti: 7 octobre 2016 - Label: Nuclear Blast - Format: CD, LP     | —          | —          | —          | —          | —          | —          | —          | —          | —          | —          | —          | —          |
| 2022                                                                      | Immutable - Sorti: 1er avril 2022 - Label: Atomic Fire - Format: CD, LP                         | à paraître | à paraître | à paraître | à paraître | à paraître | à paraître | à paraître | à paraître | à paraître | à paraître | à paraître | à paraître |
| "—" indique que l'album n'est pas sorti ou n'est pas classé dans ce pays. |                                                                                                 |            |            |            |            |            |            |            |            |            |            |            |            |

### Albums live
| Année                                                                     | Album                                                                                                  | Position | Position | Position | Position |
| Année                                                                     | Album                                                                                                  | USA      | FIN      | FRA      | SUE      |
| 2010                                                                      | Alive - Sorti: 5 février 2010 - Label: Nuclear Blast (NB 2527) - Format: CD (+ DVD), LP                | —        | —        | 149      | 43       |
| 2014                                                                      | The Ophidian Trek - Sorti: 26 septembre 2014 - Label: Nuclear Blast (NB 3218) - Format: CD (+ DVD), LP | —        | —        | —        | —        |
| "—" indique que l'album n'est pas sorti ou n'est pas classé dans ce pays. | |          |          |          |          |

### Compilations
| 2001 | Rare Trax - Sorti: 20 août 2001 - Label: Nuclear Blast (NB 605) - Format: CD, LP                                      |
| 2009 | The Singles Collection - Sorti: octobre 2009 - Label: Night of the Vinyl Dead (NIGHT 060) - Format: Maxi 45           |
| 2016 | 25 Years of Musical Deviance - Sorti: 29 juillet 2016 - Label: Nuclear Blast (NB 3446) - Format: LP, Maxi 45 (+ DVD), |

### EP
| 1989 | Ejaculation of Salvation - Sorti: 1989 - Format: K7                                          |
| 1989 | Meshuggah - Sorti: juin 1989 - Label: Garageland (BF 634) - Format: Maxi 45                  |
| 1994 | None - Sorti: 8 novembre 1994 - Label: Nuclear Blast (NB 102) - Format: CD, K7               |
| 1995 | Selfcaged - Sorti: 11 avril 1995 - Label: Nuclear Blast (NB 132) - Format: CD, K7            |
| 1997 | The True Human Design - Sorti: 19 août 1997 - Label: Nuclear Blast (NB 268) - Format: CD, K7 |
| 2004 | I - Sorti: 13 juillet 2004 - Label: Fractured Transmitter (FTRC 001) - Format: CD, LP        |

## Singles
| 1996 | Future Breed Machine / Roswell 47 (avec Hypocrisy) - Sorti: 1996 - Label: Nuclear Blast (NB 154-7) - Format: 45 tours |
| 2012 | I Am Colossus - Sorti: 20 mars 2012 - Label: Scion A/V (SA/V 23-12) - Format: Digital, 45 tours                       |
| 2013 | Pitch Black - Sorti: 4 février 2013 - Label: Scion A/V (SA/V 26-13) - Format: Digital, Maxi 45                        |

## Clips vidéo
| Année | Morceau                                       | Directeur                   | Album                         |
| 1991  | Abnegating Cecity                             | Meshuggah                   | Contradictions Collapse       |
| 1995  | Transfixion                                   | Meshuggah                   | Destroy Erase Improve         |
| 1995  | Terminal Illusions                            | Meshuggah                   | Destroy Erase Improve         |
| 1999  | New Millennium Cyanide Christ                 | Meshuggah                   | Chaosphere                    |
| 2002  | Rational Gaze                                 | Torbjorn Oyervold           | Nothing                       |
| 2005  | Shed                                          | Matthias Haase              | Catch Thirtythree             |
| 2006  | Rational Gaze (Mr Kidman Delirium Version)    | Jens Kidman                 | Nothing (version remastérisé) |
| 2008  | Bleed                                         | Ian McFarland et Mike Pecci | obZen                         |
| 2012  | Break Those Bones Whose Sinews Gave It Motion | Owe Lingvall                | Koloss                        |
| 2012  | Demiurge                                      | Anthony Dubois              | Koloss                        |
| 2013  | I Am Colossus                                 | Magnus Jonsson              | Koloss                        |
| 2016  | Clockworks                                    | Julius Horsthuis            | The Violent Sleep of Reason   |

## Musiques de film
| Année | Morceau              | Film                                        | Label         |
| 1995  | Vanished             | Traces of Death III - Dead and Buried       | Relapse       |
| 1997  | Future Breed Machine | Traces of Death IV                          | Nuclear Blast |
| 2003  | Rational Gaze        | Massacre à la tronçonneuse                  | Nitrus        |
| 2006  | Shed                 | Saw III                                     | Warner Bros.  |
| 2012  | Bleed                | Metal Evolution - Ep. 11: Progressive Metal | Banger Films  |